# Estat Modern
L'Estat modern va sorgir entre els segles xiv i xv, quan els reis van aprofitar la fi de l'edat mitjana i la crisi del feudalisme per reprendre el seu poder. Aquest procés va estar recolzat per la burgesia, una nova classe social nascuda amb aquest tipus d'Estat. L'Estat modern posseeix identitat, està organitzat, estructurat i és formal; és reconegut políticament per altres estats i el poder està centralitzat. La seva formació va tenir variades conseqüències en l'àmbit polític, econòmic i social. Va ser el mode de govern utilitzat durant tota l'edat moderna i l'inici de l'edat contemporània, quan fou substituït per l'Estat nació.

## Concepte
El terme prové de la veu llatina status, que significa "condició", "poder" o "ofici", i era utilitzada per referir-se a les facultats del governant (potestat, dignitat, ingressos, etc.). A finals del segle xiv va començar a utilitzar amb caràcter general per fer referència al conjunt del cos polític, la qual cosa avala la tesi dels qui sostenen que l'Estat és una realitat política moderna amb característiques específiques, sorgida a Europa a conseqüència del Renaixement i la Reforma, i elaborada teòricament pels teòrics de l'època.
L'Estat així entès es va desenvolupar en paral·lel al concepte de sobirania, al qual està íntimament lligat, i que implica la necessitat que l'Estat sigui un cos autònom, per sobre del qual no ha d'existir cap poder que decideixi en situacions de necessitat: el governant crea el seu propi dret, sense que ningú pugui imposar cap norma. De manera complementària a la noció de sobirania va sorgir l'altra idea que caracteritza l'Estat modern: la forma de govern en una comunitat política ha de ser decidida pels seus membres, és a dir, pel poble o la nació en el seu conjunt. La sobirania és així dipositada en el col·lectiu social, del qual deriven tots els poders.
Les institucions polítiques, per tant, tenen caràcter representatiu, doncs reben potestat per complir la funció de vetllar pels drets dels individus que formen el cos polític. Tot això converteix l'Estat en un entramat institucional que concreta la voluntat dels membres de la nació.

## Validesa jurídica
Des del punt de vista estrictament jurídic, dos són les notes característiques de l'Estat democràtic i constitucional, a saber, la subjecció dels poders públics a l'ordenament jurídic (Estat de Dret) i la condició del mateix Estat de creador d'aquell al qual subordina la seva actuació. Aquesta última nota, però, ha de ser objecte d'algunes matisacions: la creixent importància del Dret Internacional, que, malgrat no tenir la imperatividad que revesteixen les normes nacionals, a causa de l'absència d'una sanció efectiva, està envaint camps fins ara reservats a l'esfera interna, i l'auge de les organitzacions supranacionals, en les quals s'integren Estats sobirans que es comprometen a acceptar el Dret emanat d'elles. Com és l'origen dels sindicats.

## Història
Els orígens i la història primerenca dels estats moderns és paral·lela, influenciada i lligada a la història dels estats nació. Una de les principals teories és el nacionalisme; van sorgir moviments nacionalistes de presentar la seva demanda legítima de la sobirania, i l'Estat nació que es va reunir la demanda. Algunes "teories de la modernització" són en gran part com un producte de la política del Govern, per unificar i modernitzar una ja existent. La majoria de les teories veure com l'Estat nació al segle xix com un fenomen europeu, facilitada per l'evolució com l'alfabetització massiva i els primers mitjans de comunicació. Tanmateix, l'embrió ja estava en els estats moderns i els historiadors també assenyalen la ràpida aparició d'un estat unificat, i un sentit d'identitat comuna, a Portugal i els Països Baixos República.
La idea d'un Estat-moderns està associada amb el sorgiment del modern sistema d'Estats-sovint anomenat el "sistema de Westfàlia", en referència al Tractat de Westfàlia (1648). L'equilibri de poder, que caracteritza a aquest sistema, depèn de la seva eficàcia a definir amb claredat, de control central, les entitats independents, si els imperis o els Estats-moderns, que reconeguin mútuament seva sobirania i el territori. El sistema de Westfàlia no es crea l'Estat modern, però sí l'Estat nacional s'ajusta als criteris per a la seva component dels estats (assumint que no hi ha territori en disputa).

## Orígens
"L'Estat modern" ha sorgit de l'estat feudal. L'augment del "Estat modern" com un poder públic que constitueixen la suprema autoritat política dins d'un territori definit s'associa amb l'Europa occidental i al gradual desenvolupament institucional a partir de finals del segle xv, que van culminar amb el sorgiment de l'absolutisme i el capitalisme.
Com els estats d'Europa eren dinasties - Anglaterra sota els Tudor, Espanya sota els Habsburg, i França amb els Borbons - es van embarcar en una gran varietat de programes dissenyats per augmentar la centralització política i econòmica de control, que cada vegada més exposades moltes de les característiques institucionals que caracteritzen el "estat modern ".
Aquesta centralització del poder implicava la delimitació de les fronteres polítiques, i així veiem com els monarques europeus tendeixen gradualment a altres fonts de poder, com l'Església i la noblesa menor. En lloc de la fragmentació del sistema feudal, l'Estat barreja les seves reivindicacions territorials amb l'obtenció d'estats unitaris amb ampli control sobre territoris definits. Aquest procés va donar lloc a l'enorme i centralitzada burocràtica. Cada vegada més les formes de monarquia absoluta es van perpetuar en els segles xvii i XVIII, quan les característiques principals del sistema estatal contemporània va prendre forma, inclosa la introducció d'un exèrcit permanent, un sistema tributari, les relacions diplomàtiques permanent amb les ambaixades, i el desenvolupament de la política econòmica de l'Estat-mercantilisme.
L'homogeneïtzació cultural i nacional va ocupar un lloc destacat en el lloc del sistema de l'Estat modern atès que el període absolutista, els estats han estat organitzats sobre una base nacional. El concepte d'un estat nacional, però, no és sinònim d'estat nació. Fins i tot en les societats més ètnicament homogènies no sempre hi ha una correspondència entre l'Estat i la nació, d'aquí el paper actiu que sovint adopta l'Estat per promoure l'èmfasi en el nacionalisme a través dels símbols compartits i la identitat nacional.
És en aquest període que el terme "Estat" es va introduir per primera vegada en el discurs polític més o menys en el seu sentit actual. Niccolò Machiavelli, encara que sovint s'atribueix la primera utilització de l'expressió per referir-se a un govern sobirà territorial en el sentit modern en El Príncep, que es va publicar en 1532. Tanmateix no és fins al moment dels pensadors anglesos com Thomas Hobbes i John Locke del segle xvii i el pensador francès Jean Bodin que el concepte pren el seu sentit actual i es troba plenament desenvolupat.
Avui en dia, la majoria dels estats occidentals, més o menys apropiat de la definició de la influència de l'Estat en Max Weber. D'acord amb Weber, l'Estat modern monopolitza l'ús de la violència física legítima en un territori ben delimitat. D'altra banda, la legitimitat d'aquest monopoli és d'un tipus molt especial, "racional-legal" de legitimitat, sobre la base de regles impersonals que limiten el poder de les elits estatals. Tanmateix, en algunes altres parts del món els Estats no s'ajusten a la definició de Weber també.
Estats que eren capaços de desenvolupar la recopilació centralitzada d'impostos a les burocràcies i els exèrcits de masses sobreviscut en l'era moderna, els estats que no van ser capaços de fer això van perdre el que no.

## Formació i evolució
La majoria dels estats moderns es van desenvolupar segons el procés enunciat, però alguns es van veure corromput per les elits locals, que van dificultar la seva formació en veure la seva constant pèrdua de poder. En aquests casos l'estat resultant es va veure malament o poc estructurat, tornant-se feble en relació als que van aconseguir constituir satisfactòriament. En aquells que el procés es va desenvolupar sense gaires problemes, el rei es va convertir en la màxima autoritat i es van crear institucions polítiques, econòmiques i militars.
L'exèrcit va passar de ser senyorial a ser estatal, que es manté amb fons estatals i dirigit per generals designats per l'estat. Els reis van començar a cobrar impostos a la població per augmentar les riqueses del país, creant per a aquesta finalitat la burocràcia i sistemes de recaptació impositiva. A més, per augmentar la recaptació, es van crear impostos duaners i es van redactar normes per al control de l'entrada i la sortida dels béns. Políticament, el canvi va ser el pas del poder de les elits als reis.
Un altre canvi va ser el sorgiment de la diplomàcia com un instrument indispensable per a la relació amb altres estats i mantenir la pau. La creació d'una estructura de governació més complexa es va deure al fet que a l'existent se li van sumar institucions representatives del poble (com la Cambra dels Comuns a Anglaterra) i en alguns casos també de les elits (com en Prússia, Holanda i Anglaterra amb la Cambra dels Lords). També es van formar els Parlaments.

## Moviments en l'Estat Modern
Com a conseqüència de la creació dels nous estats moderns i el seu poder s'hi desenvolupa paral·lelament unes noves doctrines polítiques que el transformen i el determinen. També el concreten en molts aspectes.
Cal tenir en compte:
- El naixement del nacionalisme: els reis i els estats van usar el nacionalisme com un instrument per a la formació d'un Estat centralitzat en unificar al poble sota una mateixa bandera i un mateix idioma.
- La creació dels estats liberals.
- La creació de les monarquies absolutistes i les monarquies parlamentàries.
- La formació de la burocràcia i la Diplomàcia.
- L'estatització de l'exèrcit.
- L'ús de nous sistemes econòmics com el mercantilisme, i posteriorment, la fisiocràcia i el capitalisme.